# Christoph Bauer (Schriftsteller)
Christoph Bauer (* 8. November 1957 in München; † 22. Juni 2017 in Berlin) war ein deutscher Schriftsteller.

## Leben
Bauer wurde in München geboren und wuchs in Berlin auf, wo er Informationswissenschaften und Philosophie studierte und als Taxifahrer arbeitete. Nach seinem Magister erhielt er Lehraufträge im Bereich künstliche Intelligenz und neuronale Netze. Er arbeitete fünf Jahre für die Treuhandanstalt und wurde dadurch zu seinem unveröffentlichten Werk Westschrott inspiriert.
Bauer erhielt 1999 das Alfred-Döblin-Stipendium der Akademie der Künste sowie 2003 ein Arbeitsstipendium vom Berliner Senat für Kultur. Sein Roman Jetzt stillen wir unseren Hunger erschien 2001 im S. Fischer Verlag, Auszüge daraus erschienen in verschiedenen Anthologien. Sein Text Côte d’Argent, Sommer 1974 erschien in der Literaturzeitschrift „Schliff #8/2008“ (Edition text + kritik).
Christoph Bauer starb 2017 in Berlin-Kreuzberg.

## Werke
- Jetzt stillen wir unseren Hunger. Eine Rekursion. Roman, Fischer, Frankfurt am Main 2001, ISBN 3-10-004910-1.

Veröffentlichungen in Anthologien
- Falsche Schnecke. In: Heinz Ludwig Arnold (Hrsg.): Da schwimmen manchmal ein paar Sätze vorbei. Fischer, Frankfurt am Main 2001, ISBN 3-596-15127-9.
- Jetzt stillen wir unseren Hungern. In: Oliver Jahn, Kai U. Jürgens (Hrsg.), Ähnliches ist nicht dasselbe. Verlag Ludwig, Kiel 2002, ISBN 3-933598-59-1.
- Dieter Stolz (Hrsg.): Damals, hinterm Deich. Geschichten aus dem Alfred-Döblin-Haus. Steidl, Göttingen 2002, ISBN 3-88243-848-7.
- Almuth Andreae, Isabel Kupski (Hrsg.): Du allein. Liebeserklärungen. Fischer, Frankfurt am Main 2003, ISBN 978-3-596-15770-9.
- Petra Gropp (Hrsg.): Neues aus der Heimat. Fischer, Frankfurt am Main 2004, ISBN 3-596-16311-0.
- Swantje Steinbrink (Hrsg.): Tausend und ein Kuß. Ein Lesebuch für Verliebte  Rütten & Loening, Berlin 2006, ISBN 3596157706.